# Documento de Direito Igualitário a Alemães"
O Documento de Direito Igualitário a Alemães    (tradução livre do original em alemão: Ausweis über die Rechtsstellung als deutscher) é um documento oficial da Alemanha emitido por um órgão público alemão, normalmente através de um processo administrativo, para fins de comprovação de que o titular, apesar de não possuir a nacionalidade alemã, goza dos mesmos direitos dos alemães natos. Este certificado é normalmente apenas emitido para o titular ou para descendentes deste titular que se encontrava como status de refugiado dentro das barreiras do antigo Império Alemão na data de 31 de dezembro de 1937.
O Ausweis über die Rechtsstellung als deutscher pode ser solicitado para tornar possíveis diferentes atos jurídicos, como casamento civil, adoção, posse de cargos públicos ou mesmo para renovar ou emitir um passaporte alemão ou mesmo solicitar uma identidade alemã.
Apesar deste documento ser um certificado que comprova que o titular possuir (quase) os mesmos direitos de um alemão nato, ele não deve ser confundido e nem utilizado como um documento de identidade, pois não há fotos ou impressões digitais que tornem possível reconhecer o titular e por esta razão este certificado não pode ser usado para fins de identificação civil.
Tal certificado não deve ser confundindo com um Certificado de Naturalização Alemã (em alemão: Einbürgerungsurkunde), que ao contrário do Documento de Direito Igualitário a Alemães, reconhece que o titular adquiriu a nacionalidade alemã de forma derivada, através de um processo administrativo de naturalização.